# 鲍岩板
鲍岩板（佤语：Tax Ai Pan，1970年5月18日—），又名鲍岩邦，中国户籍名陈岩板，缅甸佤邦政治人物，拥有中国户籍和身份证（户籍地：云南省普洱市思茅区明礼巷）。原佤邦联合党中央政治局委员、佤邦人民政府建设部部长。2023年10月12日起因涉嫌充当电信网络诈骗集团重要头目被中国警方通缉，并于10月16日被佤邦联合党中央委员会开除党籍、军籍及撤销职务。

## 简介
鲍岩板生于1970年5月18日，是鮑家四兄弟（鲍有祥、鲍有宇、鲍有华、鲍有良）共同的義子。
鲍岩板11岁时参加缅甸人民军，在48师警卫排放马，1986年在北佤县（今勐冒县）任鲍有宇的通信员，1987年任鲍有祥的通信员兼驾驶员。
1991年，鲍岩板调往171军区任运输营一排排长，负责佤联军与坤沙的战斗中后勤运输。
1992年调往勐冒县龍潭區，先后任财政局局长和區長。2002年調入佤邦南部軍區擔任獨立團（2518团）團長。
2005年8月，大毒枭韩永万将其购买的毒品海洛因安排韩启繁交给鲍岩板，让鲍岩板将毒品从缅甸邦康运到缅甸勐阮（位于佤邦南部地区），再转到大其力进行贩卖。9月10日，中国警方与缅甸警方联合在缅甸掸邦东部勐沙县栋查获了运毒车辆，在多國觀察員的幫助下抓獲了鮑岩板，并缴获毒品海洛因毛重383.35千克、枪36支、火箭筒6支、手榴弹33枚、子弹数千发。鲍岩板被缅甸军警押送到景栋监狱，但佤邦花費巨額資金將鮑岩板贖回。
2012年擔任佤联军468旅旅长，驻防于佤邦勐波县。2014年创立“金华公司”，涉及矿产、橡胶、房产、石油、酒店、餐饮、茶园、甘蔗等，经营区域涉及龙潭、勐平、勐波等地。该公司日后成为了电诈集团的保护地。后升任佤邦一战区总指挥、佤联军副总参谋长等职务。
2021年转任佤邦建設部部長，并当选为佤邦联合党中央政治局委员。
2023年10月12日，鲍岩板与勐能县县长何春田（中国身份证名肖岩块）涉嫌长期组织开设诈骗窝点，实施针对中国公民的电信网络诈骗犯罪活动被中国警方通缉。10月16日佤邦联合党中央委员会决定对鲍岩板开除党籍、军籍，撤销其佤邦建設部部長职务的处分；对何春田给予其撤销勐能县县长职务的处分。10月17日，缅甸佤自治州户板县法院對二人發出了逮捕令。2024年1月23日，佤邦司法委员会也对鲍、何二人发出逮捕令。据消息人士透露，鲍岩板与何春田的中国户籍为日后若政权垮台方便逃亡中国使用，但因此“作茧自缚”。目前中国警方仍在通缉二人。